# Либерийское женское общественно-политическое движение
Либерийское женское общественно-политическое движение (англ. Liberian Women's Social and Political Movement) — африканская неправительственная женская организация.
Движение основано Сарой Симпсон-Джордж (англ. Sarah Simpson-George) в 1946 году.

## История
Сара Симпсон-Джордж, либерийский педагог, была сестрой Кларенса Лоренцо Симпсона, первого вице-президента 19-го президента Либерии Уильяма Табмана, и женой члена либерийского парламента от округа Монтсеррадо Сэмюэля Джорджа (англ. Samuel D. George).
Воодушевленная посещением Соединенных Штатов для участия на семинаре Национального совета негритянских женщин в 1944 году она опубликовала «Открытое письмо к женщинам Либерии» в монровийской газете Weekly Mirror и в 1946 году основала «Либерийское женское общественно-политическое движение». Движение стало женским крылом правящей политической партии. Движение заявило о своей цели следующим образом:

Либерийское женское общественно-политическое движение — национальная организация, объединяющая всех женщин Либерии. Организация является социальным и политическим движением, стремится достичь целей, касающихся общества и взаимных отношений между людьми, гражданского и государственного управления.
Движение приняло участие в ежегодном съезде Национального совета негритянских женщин США в том же году, направив Мэри Маккритти Фиски (англ. Mary McCritty Fiske) в качестве официального делегата.

## Деятельность
В последующие годы движение настаивало на том, чтобы женщинам было разрешено работать в составе присяжных, что было достигнуто в 1949 году, и быть избранными на государственные должности, что было достигнуто в результате поправки к конституции 1951 года.

## Архивы
Архивы движения сохранились среди документов Уильяма В.С. Табмана и были оцифрованы.